# Гевин Хенсон
Гевин Хенсон (енгл. Gavin Henson; 1. фебруар 1982) је професионални велшански рагбиста који тренутно игра за Бристол рагби у РФУ Чемпионшип.

## Биографија
Висок 183 цм, тежак 100 кг, Хенсон је повремено играо аријера и отварача, али најчешће центра. У каријери је пре Бристола играо за Ланели РФК, Свонзи РФК, Оспрејс, Сараценс, Рагби клуб Тулон, Кардиф Блуз, Лондон Велш и Бат (рагби јунион). Јуна 2001. дебитовао је за Велс против Јапана. До сада је за Велс одиграо 33 тест мечева и постигао 130 поена, поред тога одиграо је и један меч за екипу Британски и ирски лавови.